# Passo da Madeleine
O passo da Madeleine   (Madalena,  em francês:  Col de la Madeleine) é um colo a 2 067 m de altitude, que se situa entre o vale da Tarentaise e o vale da Maurienne, no departamento da Saboia, na região de Ródano-Alpes, da França.
O colo encontra-se entre a parte ocidental do maciço da Vanoise e o maciço da Lauzière, entre as localidades de La Léchère, a norte, a La Chambre a sul.
Duas estações de esqui estão ligadas por este colo: Saint-François-Longchamp, do lado da Maurienne e Valmorel do lado da Tarentaise. O colo também é regularmente  utilizado  na Volta à França em bicicleta.

## Imagens

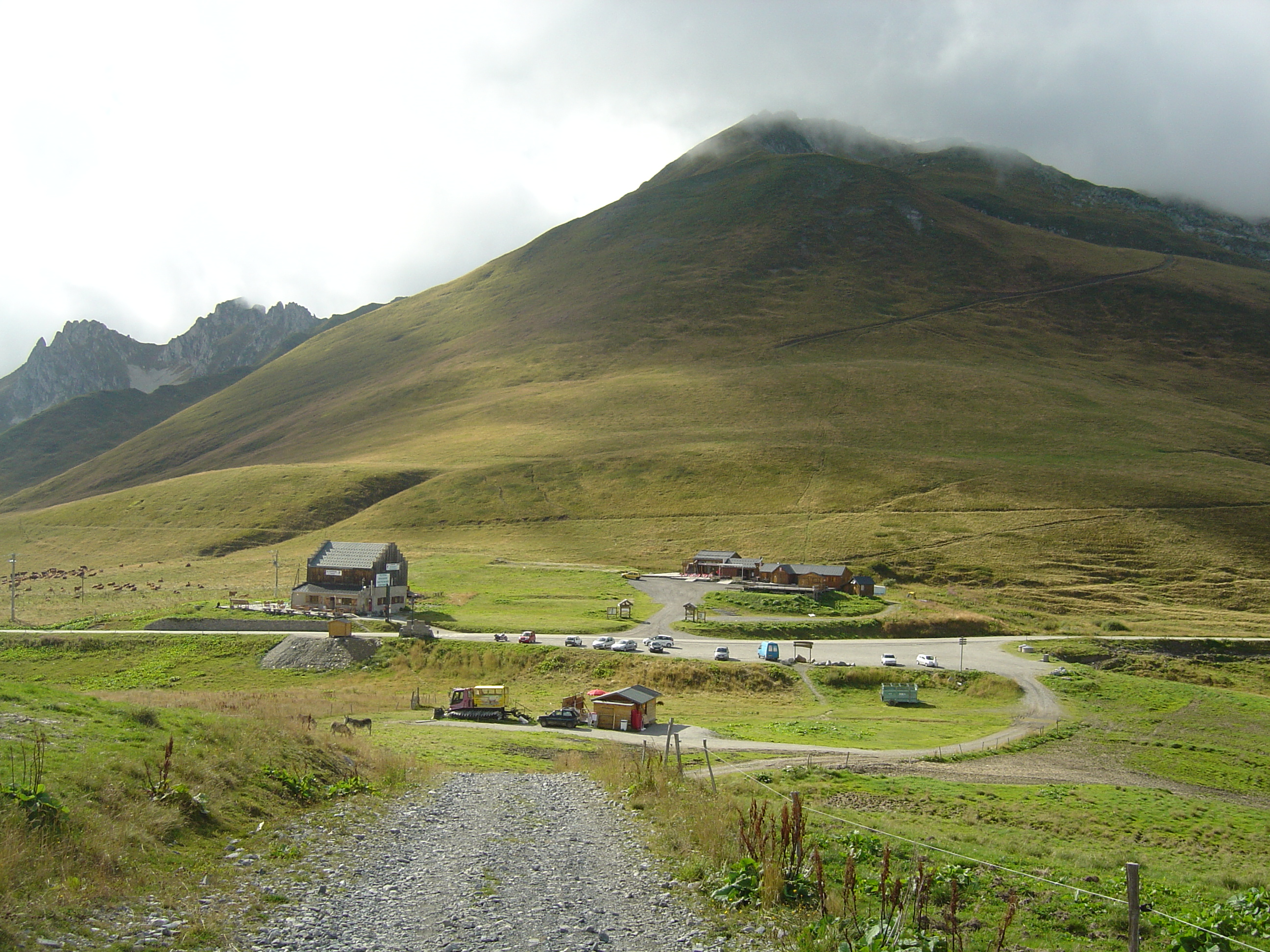
Vista sobre o colo
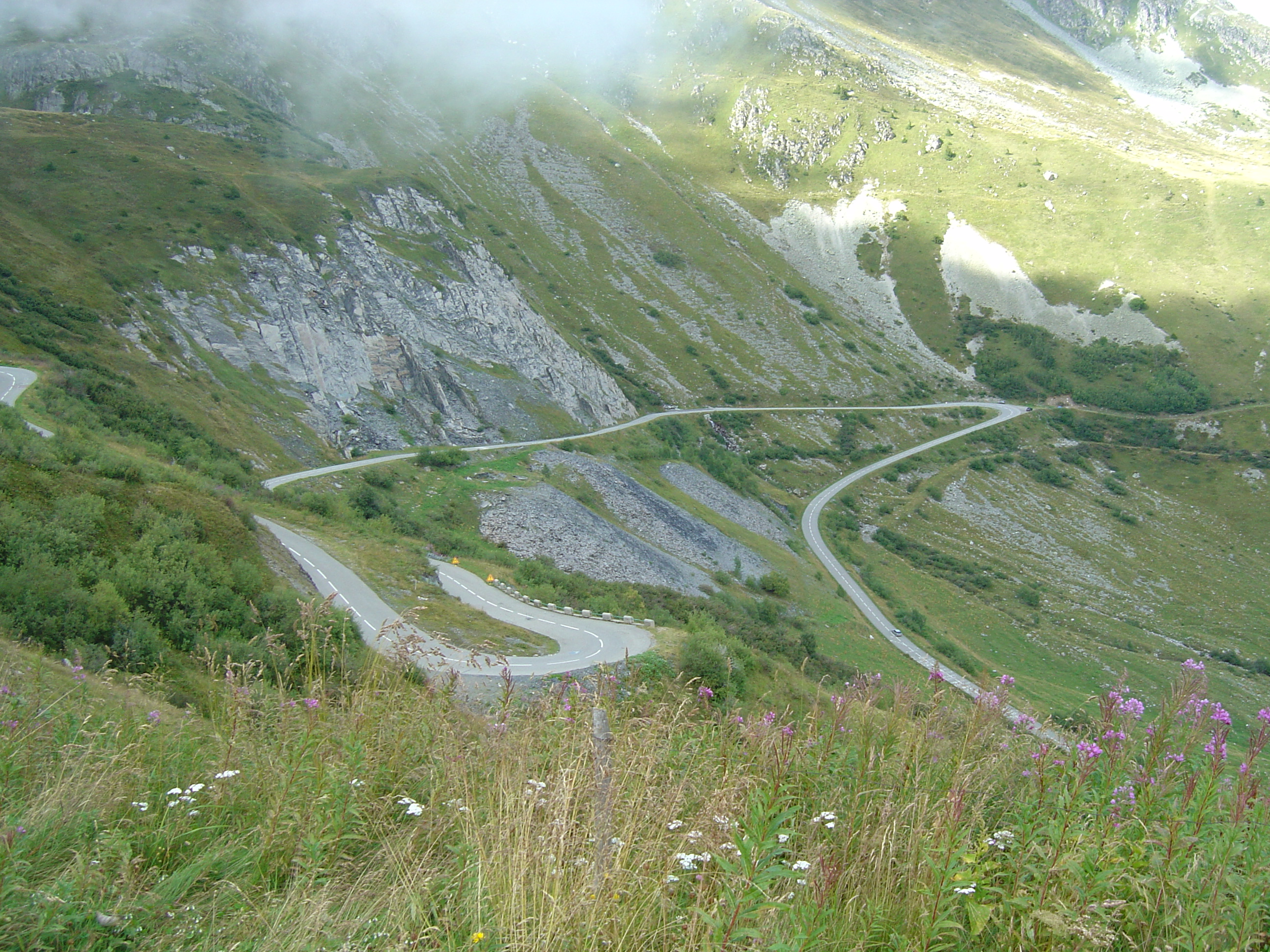
Últimas curvas do colo
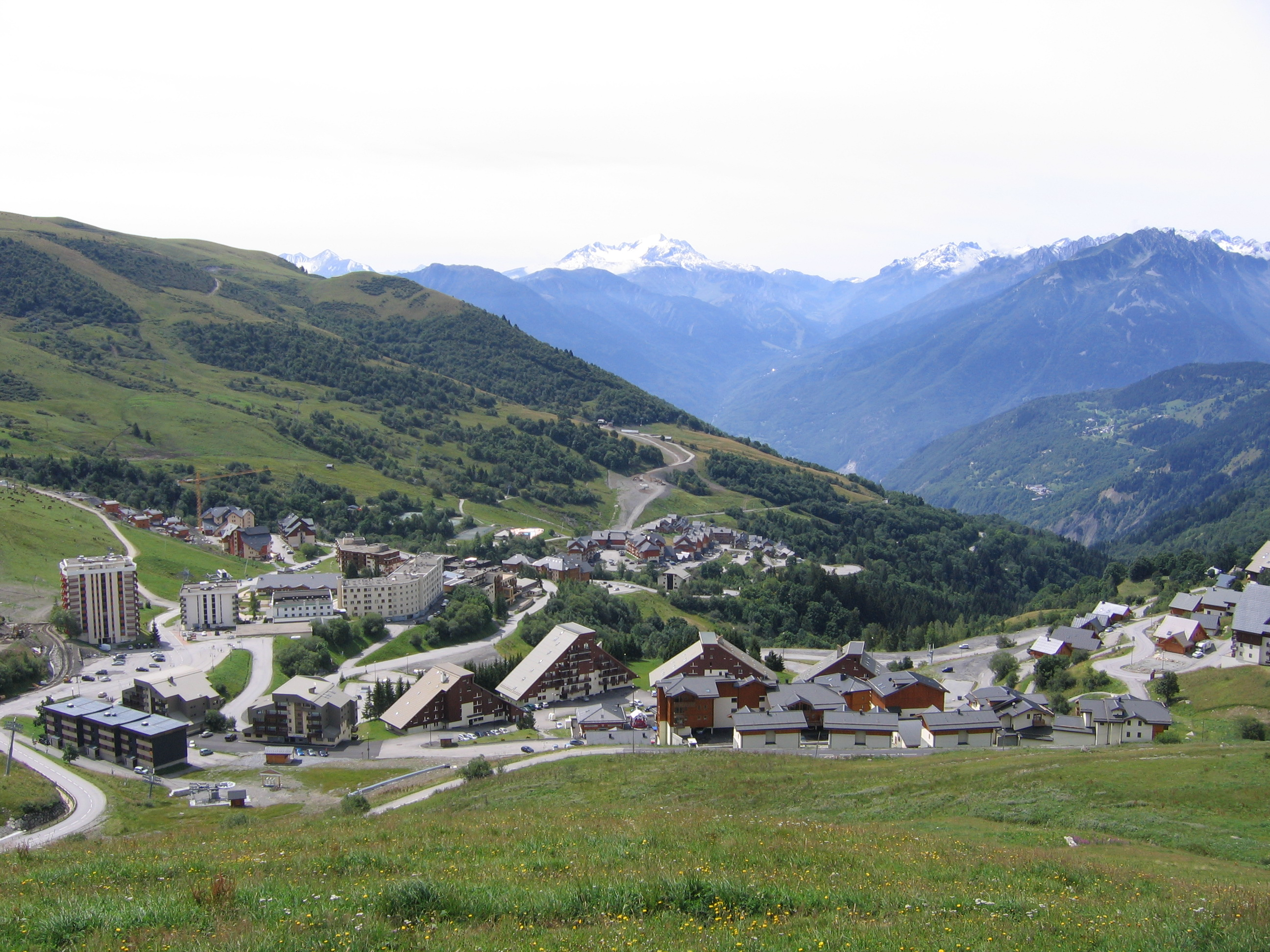
Saint-François-Longchamp na vertente Sul